# Saxby Gale
Pour les articles homonymes, voir Saxby.
Saxby Gale est le nom d'une tempête tropicale qui a frappé l'Est du Canada, et en particulier la Baie de Fundy, la nuit du 4 au 5 octobre 1869. Comme cette tempête s'est produite bien avant la convention pour nommer les ouragans, on l'a nommée en l'honneur du lieutenant de vaisseau Stephen Saxby de la Royal Navy. Ce dernier était un astronome amateur et instructeur naval qui écrivit une lettre d'avertissement publiée le 25 décembre 1868 dans le journal The Standard de Londres. Dans cette missive, il prévenait de marées exceptionnelles dans l'Atlantique nord pour le 5 octobre 1869, à cause d'un alignement favorable de la Lune et du Soleil, à un moment très actif dans la saison des ouragans. Il envoya une seconde lettre le 16 septembre 1869 où il déclarait qu'une « perturbation atmosphérique majeure » affecterait une région de l'hémisphère nord précisément lors de ces hautes mers.
Plusieurs journaux reprirent ces écrits les jours suivants, en particulier le 1er octobre 1869 dans The Evening Express d'Halifax sous la plume d'un météorologiste amateur du nom de Frederick Allison. Cet avertissement ne fut pas pris au sérieux au Royaume-Uni, au Canada, à Terre-Neuve et aux États-Unis puisque la prédiction ne prédisait pas l'endroit où la tempête frapperait. En cette saison où les tempêtes sont fréquentes, on a pensé que le Lieutenant prédisait l'évidence sans écouter ses commentaires sur les dangers supplémentaires causés par l'exceptionnelle marée.

## Effets
L'ouragan causa des dommages importants à toutes les communautés de la Baie de Fundy (Nouveau-Brunswick et Nouvelle-Écosse), en particulier aux ports, et de la côte du Maine.
Les villes les plus touchées ont été Calais (Maine), Saint-Andrews, Saint-George, Saint-Jean, Moncton, Sackville, Amherst, Windsor et Truro.
La plupart des dégâts ont en effet été causés par l'onde de tempête de 2 m s'ajoutant à la marée régulière et donnant jusqu'à 21,6 m de marée dans le fond de la baie de Fundy. Plusieurs centaines de bateaux (Centre canadien des ouragans) ont coulé ou se sont échoués. De plus, les vagues déferlant avec forces sur les rives ont abattu plusieurs digues et aboiteaux protégeant le Bassin Minas (Bassin des Mines) et les marais de Tantramar, inondant ces zones agricoles en basses terres.

## Articles du Lieutenant Saxby
Voici quelques traductions libres d'extrait des lettres écrites par le lieutenant Saxby et qu'on peut retrouver au site source mentionné.

### Lettre à l'éditeur paru le 25 décembre 1868
(source: http://www.magma.ca/~jdreid/saxby25dec.htm)

« "PRÉVISION DU TEMPS"
À L'ÉDITEUR
Monsieur, le premier juin 1863, vous m'avez permis de publier un avertissement spécial pour la période du 10 au 13 décembre suivant. Après avoir donné mes raisons à propos de mon anticipation de très mauvais temps pour cette période j'ai écrit : " Laissons savoir à tous, les facteurs qui permettent une augmentation de la force qu'une tempête se produisant ces jours-là, pourra donner les effets les plus dévastateurs et les marées les plus dangereuses"..... Le capitaine Sturley de Burnhamovery, un inconnu pour moi, me demanda par écrit le 2 novembre 1863 quelles précautions prendre à propos des fortes marées que j'avais prévu dès le 1er juin....Il me réécrit le 21 décembre pour me mentionner: "...la marée est venue plus tôt qu'à l'accoutumée, à 7:45 du matin le dimanche 13 décembre. Elle était très forte et si nous avions eu des vents de tempête, elle aurait passée par-dessus la digue du port et nous aurait inondé. Je pense que vous aviez parfaitement raison dans votre avertissement. Grâce à celui-ci, nous avons fait des réparations nécessaires depuis longtemps à nos installations et que nous avions négligé." Je ne peux qu'ajouter que le même jour, le maître de quai au Quai Victoria du port de Londres a retrouvé sur la traverse 30 pieds d'eau ce qui lui a permis de faire accoster les plus gros navires marchands... avec un tirant d'eau de 8 pieds supérieur à la norme.
Je vous conjure maintenant de m'écouter. Le 5 octobre 1869 à 7 heures du matin, la Lune sera à sa distance la plus proche de la Terre. Son attraction sera donc à son plus fort. À midi ce même jour, la Lune sera à la latitude de l'Équateur ce qui n'arrive jamais sans perturbation atmosphérique. Et à 14 heures, les lignes tirées depuis le centre de la Terre vers la Lune et le Soleil vont avoir le même arc d'ascension droite (l'attraction des deux astres seront donc dans la même direction). En d'autres mots, la nouvelle Lune sera à son périgée le long de l'Équateur et rien ne peut être plus dangereux....
Avec votre permission, en septembre prochain, pour la sécurité des navigateurs je vais écrire à nouveau pour répéter mon avertissement. En attendant, je les incite par la voie de votre journal, qui a une large circulation, à faire toutes les réparations nécessaires aux digues et autres ouvrages côtières qui en ont besoin.....
Quant à l'événement décrit pour 1863, la Lune avait une extrême déclinaison sud et la dévastation fut plus grande dans l'hémisphère sud (ex. Melbourne -- The Times du 13 février 1864 -- the Cape of Good Hope &c.), mais l'événement que je prédis en 1869 sera égal dans les deux hémisphères.
21 décembre
S. M. SAXBY, R.N.
The Standard
Londres, Angleterre
Vendredi, 25 décembre 1868
Volume No. 13,851
Page 5, col. 7 (centre) »

### Lettre du 16 septembre 1869
(source: http://www.magma.ca/~jdreid/saxby14sept.htm)
"COUPS DE VENT À L'ÉQUINOXE"
À L'ÉDITEUR
Monsieur,
Je m'excuse de vous demander encore un peu d'espace dans votre journal mais je me dois de corriger une impression que les tempêtes des derniers jours sont attribuables à l'équinoxe et que tout rentrera dans l'ordre après leur départ. La description des pertes de vie par ces coups de vent à Padstow, Falmouth, Weymouth, Weston-super-Mare et Boulogne peut être interprété comme étant les événements que je prédisais pour le 5 au 7 octobre. Je suis désolé de dire que les événements décrits n'ont rien à voir avec des tempêtes de l'équinoxe puisque celui-ci n'est pas encore arrivé et que c'est seulement après la conjonction Lune-Soleil-Terre que les tempêtes les plus violentes peuvent se produire. Comme l'équinoxe n'est que le 22 en fin d'après-midi, je me dois de réitérer que les jours entre le 5 et le 7 octobre sont très dangereux et je ne peux insister trop afin de sauver des vies.
Mes suggestions ont été bien reçues par ceux qui ne doivent pas passer outre aux avertissements jusqu'à présent. Si vous rééditez mes explications et mes prédictions de très mauvais temps en octobre, les pêcheurs vont peut-être aller vers les bancs de pêche de Dogger Bank avant grande précaution et les pilotes de la Manche vont être plus vigilants. Ces choses sont encore très méconnues du peuple.
J'ai découvert que ni la Lune, ni le Soleil ne traverse l'Équateur sans causer des perturbations atmosphériques, spécialement en hiver. Ces perturbations sont grandement intensifiées quand la nouvelle Lune est à son périgée. La Lune était à son plus près de la Terre le 6 et en ligne directe avec le Soleil. Les deux astres uniront donc leur attraction pour donner un effet maximal. Trente heures plus tard, la Lune traversait l'Équateur et c'est ce qui provoqua une suite de perturbations atmosphériques. La conséquence de cela fut un échange des courants aériens, de perturbations de températures, incluant la condensation de la vapeur d'eau, qui donna un vide partiel dans lequel l'air s'engouffra pour équilibrer les pressions. Le résultat fut des tempêtes et averses fortes en grande quantité et sans comparaison.
Il y avait donc trente heures entre ces différentes causes mais du 5 au 7 octobre, il n'y a aura que sept heures. L'effet devrait être encore plus grand, sans compter que le Soleil sera plus près de la Terre par au moins sept secondes d'arc soit un quart de la variation annuelle de distance Terre-Soleil. Il est donc justifié de penser que nous aurons des perturbations atmosphériques de plus grande violence à cette date. Je suis désolé de dire que la même chose devrait se produire du 1er au 3 novembre. Cet avertissement est valide pour toutes les mers du monde mais il peut affecter plus un endroit que l'autre. Je préfère prévenir que guérir.
Bien à vous,
Faversham, 14 septembre.
S. M. Saxby, R.N.
The Standard
Londres, Angleterre
Jeudi, 16 septembre,1869
Volume No. 14,078
Page 2, col. 7 (milieu)

### Commentaire paru dans le journal d'Halifax le1eroctobre 1869
(source: http://www.magma.ca/~jdreid/Express.htm)

« To the Editors of the Express
Halifax, 30th September 1869
Gentlemen:
My attention has been drawn to a letter of Capt. Saxby, R.N., to the Standard of London in which a remarkable atmospheric disturbance is predicted for the coming 5th of October, as the result of the relative positions of the Earth, the Sun, and the Moon, on that day. It may be remembered that a similar prediction of weather likely to occur about the same period, based on similar reasoning, was given to the world some months ago, by an observer in one of the West Indian Islands. Other calculations from district sources point to like conclusions. I have been asked my opinion with regard to these forecasts; and would thus state it publicly, in the hope of doing some good.
I believe that a heavy gale will be encountered here on Tuesday next, the 5th Oct., beginning perhaps on Monday night, possibly deferred as late this Tuesday night; but between those two periods it seems inevitable. At its greatest force the direction of the wind should be South West; having commenced at or near South. Should Monday, the 4th, be a warm day for the season, an additional guarantee of the coming storm will be given. Roughly speaking, the warmer it may be on the 4th, the more violent will be the succeeding storm. Apart from the theory of the moon's attraction, as applied to meteorology, -- which is disbelief by many -- the experience of any careful observer teaches him to look for a storm at next new moon; and the state of the atmosphere, and consequent weather lately, appears to be leading directly not only to this blow next week, but to a succession of gales during next month. Telegrams from points to the South West of us might give notice of the approach of this storm, and I trust this warning will not be unheeded.
F. Allison
The Evening Express
Halifax, Nova Scotia
Friday, October 1, 1869
p. 2, col. 3 »